# Nächste Ausfahrt Glück – Endlich ich
Nächste Ausfahrt Glück – Endlich ich ist ein deutscher Fernsehfilm aus dem Jahr 2024. Die Erstausstrahlung erfolgte am 27. Oktober 2024 im ZDF, nachdem er bereits eine Woche zuvor in der ZDF Mediathek verfügbar war. Der Film ist die achte Folge der im Rahmen der ZDF-Herzkino-Reihe ausgestrahlten Filmreihe Nächste Ausfahrt Glück.

## Handlung
Katharinas Beziehung zu Juri ist beendet und dieser beginnt eine Affäre mit der Tiertrainerin Eva.
Unterdessen bemüht sich Katharina, ihren Kindergarten in eine integrative Einrichtung umzurüsten, da sie ein gehörloses Mädchen aufgenommen hat. Hierfür kommt sie mit dem Angestellten der Stadtverwaltung Sascha Falk in Kontakt, an dem sie auch privat Gefallen findet. Die Eltern der gehörlosen Greta sind indes uneins, wie sie mit Gretas Gehörlosigkeit umgehen werden. Vor allem Gretas ebenso gehörlose Mutter hat Bedenken, sie in die integrative Kindertagesstätte zu schicken. Greta reißt aufgrund der Streitigkeiten aus; Juris Vater Willi findet sie dank Evas Hunden im Wald wieder. 
Die mit Katharina und Juri befreundete Familie Scherzer hat Probleme mit ihrem aus Osteuropa adoptierten Sohn, der nicht spricht und scheinbar nicht die deutsche Sprache erlernen will. Schließlich gelingt eine Kommunikation in Gebärdensprache.

## Hintergrund
Der siebte und achte Teil der Filmreihe wurden gemeinsam im Sommer 2023 im thüringischen Eisenach und Umgebung sowie in Berlin und Brandenburg gedreht.

## Rezeption

### Kritiken
TV Spielfilm beurteilte, der Film sei „ganz nett, aber ohne echten Tiefgang“ und „trotz etwas Witz aufdringlich und belehrend“.

### Einschaltquoten
Die Erstausstrahlung am 27. Oktober 2024 wurde in Deutschland von 3,93 Millionen Zuschauern gesehen und erreichte einen Marktanteil von 14,1 %.